# Nikolaus Messmer
Pour les articles homonymes, voir Messmer.
Nikolaus Messmer, né le 19 décembre 1954 à Karaganda (Kazakhstan) et décédé le 18 juillet 2016 à Bichkek (Kirghizstan), est un prêtre jésuite russe allemand qui fut administrateur apostolique (évêque) du Kirghizistan de 2006 à sa mort.

## Biographie
Descendant d’une famille allemande de la Volga victime des déportations massives ordonnées par Staline, durant la Seconde Guerre mondiale Nikolaus Messmer est né le 19 décembre 1954 à Karaganda au Kazakhstan.  
Messmer entre dans la Compagnie de Jésus en 1975 et est ordonné prêtre le 28 mai 1989. Après son ordination sacerdotale il est au service de la petite communauté catholique rassemblée autour de l’unique paroisse Saint-Michel-Archange de la capitale du Kirghizstan, Bichkek. De 1997 à 2001 et de nouveau de 2004 à 2006, il est recteur du petit séminaire de Novossibirsk en Sibérie (Russie).
Le 18 mars 2006, Messmer est nommé par Benoît XVI administrateur apostolique du Kirghizistan – il en est le premier - et est consacré évêque le 2 juin de la même année, avec Carmeiano comme siège titulaire. Le pays ne compte pas plus de quelques centaines de catholiques.
Nikolaus Messmer meurt inopinément le 18 juillet 2016 à Bichkek à l'âge de 61 ans.